# Socialistische heraldiek
Socialistische heraldiek is de stijl die communistische staten, bewegingen en organisaties gebruikten in het ontwerp van hun emblemen.

Het baanbrekende eerste wapen van de Sovjet-Unie introduceerde de stijl van de socialistische heraldiek

Het wapen van de Sovjet-Unie in de stijl van de socialistische heraldiek

Het oude wapen van de tsaar van Rusland volgde de oude heraldische regels

## Ontstaan
De heraldiek is voortgekomen uit de behoefte van ridders om zich in toernooien en op slagvelden te kunnen onderscheiden van andere, eveneens onherkenbaar geharnaste, ridders. Later was de heraldiek een tijdverdrijf van adel en bourgeoisie. De na 1917 ontstane Unie van Socialistische Sovjet-Republieken had wel behoefte aan wapens, orden, vlaggen en zegels maar wilde geen gebruik meer maken van een overleefde en feodale vormentaal.
In de eerste jaren na de Russische revolutie bloeide de vormgeving in de Sovjet-Unie. Kunstenaars zochten en vonden nieuwe stijlen en die werden in de beeldende kunst en in de propaganda veel toegepast. Men experimenteerde veel met lettertypen en druktechnieken. Onder Stalin en zijn opvolgers werd een ambtelijke en meer burgerlijke stijl voorgeschreven. De staat maakte een einde aan abstracte kunsten en het modernisme. Het officiële socialistisch realisme trad in de plaats van de moderne kunststromingen en ging ook de heraldiek beïnvloeden. Daardoor ontstond een geheel eigen stijl, die de nadruk legde op de doelen van de communisten: een welvarende maatschappij steunend op arbeiders.
Ook al gebruikten de staten en de partij de heraldiek, liefhebberij in een oude feodale traditie was verdacht en wie zich ermee bezighield zou licht voor reactionair worden versleten en zo zijn werk en zelfs zijn leven en dat van zijn gezin in gevaar hebben kunnen brengen.

## Kenmerken
In de socialistische heraldiek komen de volgende elementen veel voor:
- Hamer en sikkel;
- rode en gouden (gele) vijfpuntige sterren;
- korenschoven;
- kransen van bloemen of lokaal belangrijke gewassen. Het graan in het wapen van de Sovjet-Unie werd in het daarvan afgeleide wapen van Vietnam rijst.
- tandwielen;
- berglandschappen;
- een opkomende zon;
- passers, gereedschap en moderne industriële landschappen met dammen, snelwegen en hoogspanningsmasten.

## Ontwikkeling
Het grote staatswapen van de Sovjet-Unie was het eerste voorbeeld van socialistische heraldiek. Het wapen vond op veel plaatsen in de wereld navolging, vooral in Oost-Europa, Afrika en Azië. Cuba, dat na de Cubaanse Revolutie claimde communistisch te zijn om Sovjet-steun te krijgen, volgde dit voorbeeld niet.

### Roemenië

Wapen van de Volksrepubliek Roemenië

In de Volksrepubliek Roemenië werd een werkelijk nieuwe heraldische traditie opgezet met geheel eigen vormen en regels. Het resultaat was zeer omstreden. Het Staatscomité voor Heraldiek combineerde onvoldoende gestileerde toeristische thema's, fotografische weergaven van landschappen zoals in het Roemeense wapen, eeuwenoude heraldische wapenfiguren en moderne zaken als de kraakkolommen en petrochemische fabrieken tot één geheel.
De nieuwe Roemeense heraldiek voldeed niet aan de regels van de klassieke heraldiek en was ook minder streng gestileerd dan de wapens in de Sovjet-Unie.
Na de val van het communistische regime kozen de staat en de lagere overheden al snel weer voor het gebruik van de vooroorlogse of aangepaste wapens.

### Hongarije

Wapen van Hongarije 1949 - 1956

In 1974 verving Hongarije de wapens van 83 steden door socialistische schilden naar Russisch model. In plaats van de eeuwenoude leeuwen en adelaars stonden nu juichende arbeiders, gezinnetjes met kleuters op de arm en stoere boerenarbeidsters die met hun vuist de zon leken te willen raken op het schild afgebeeld. Boven al deze propagandistische thema's stond een rode ster.

## Heden
Na het uiteenvallen van de Sovjet-Unie en de politieke omwentelingen in Oost-Europa in de jaren 1990 is veel socialistische heraldiek vervangen door pre-communistische symbolen of geheel nieuwe wapens. Dit gebeurde niet alleen in Europa, maar ook in andere landen die als gevolg van de neergang van de Sovjet-Unie een politieke ommezwaai maakten.
Dat betekent niet dat de socialistische heraldiek geheel is verdwenen. Het grootste communistische land op aarde, de Volksrepubliek China heeft nog een wapen in communistische stijl.
Het embleem van Noord-Korea is nog in onvervalste communistische stijl, wat ook gezegd kan worden van het embleem van Vietnam. Het embleem van Wit-Rusland lijkt nog sterk op dat van de Wit-Russische sovjetrepubliek. Noord-Macedonië gebruikt een wapen dat nog sterk lijkt op het wapen uit 1946. In Afrika is er het wapen van Angola en ten slotte het wapen van Mozambique (in beide landen zijn er groepen die het wapen willen veranderen).

## Voorbeelden van socialistische heraldiek

Albanië (1946-1991)
Armenië (1956-1991)
Azerbeidzjan (1956-1991)
Benin (1975-1990)
Wit-Rusland (1956-1991)
Bosnië en Herzegovina (1963–1992)
Bulgarije (1971-1990)
Burkina Faso (1971-1990)
DDR (1955-1990)
Eritrea
Congo (1970)
Kroatië (1963–1992)
Koerdistan (1946–1947)
Slovenië (1963–1992)
Estland (1956-1991)
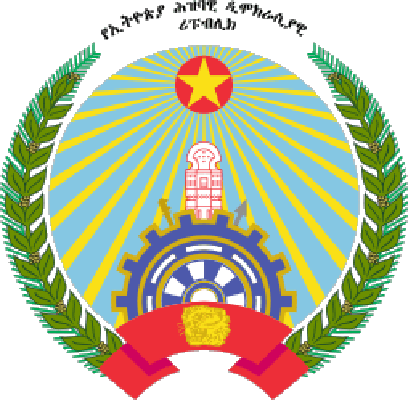
Ethiopië (1987-1991)
Gagaoezië (1956-1991)
Georgië (1956-1991)
Hongarije (1957-1989)
Joegoslavië (1963–1992)
Kaapverdië (1975-1992)
Karelië (1940-1956)
Kazachstan (1956-1991)
Letland (1956-1991)
Litouwen (1956-1991)
Macedonië (1963–1992)
Moldavië (1956-1991)
Mongolië (1960-1991)
Montenegro (1963–1992)
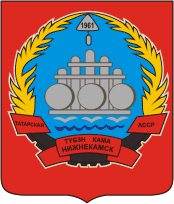
Nizjnekamsk (1975)
Noord-Korea
Kirgizië (1956-1991)
Roemenië (1948)
Roemenië (1948-1952)
Roemenië (1952-1965)
Roemenië (1965-1989)
Rusland (1992-1993)
Servië (1963–1992)
Tadzjikistan (1956-1991)
Transkaukasië (1956-1991)
Transnistrië (1991- )[1]
Turkmenistan (1956-1991)
Tuva (1921-1944)
Oekraïne (1956-1991)
Vietnam
Sovjet-Unie (1923-1936)
Sovjet-Unie (1956-1991)
Oezbekistan (1956-1991)
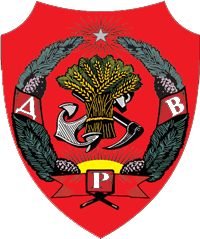
Verre-Oostelijke Republiek